# Liste der Stolpersteine in Amsterdam-Noord

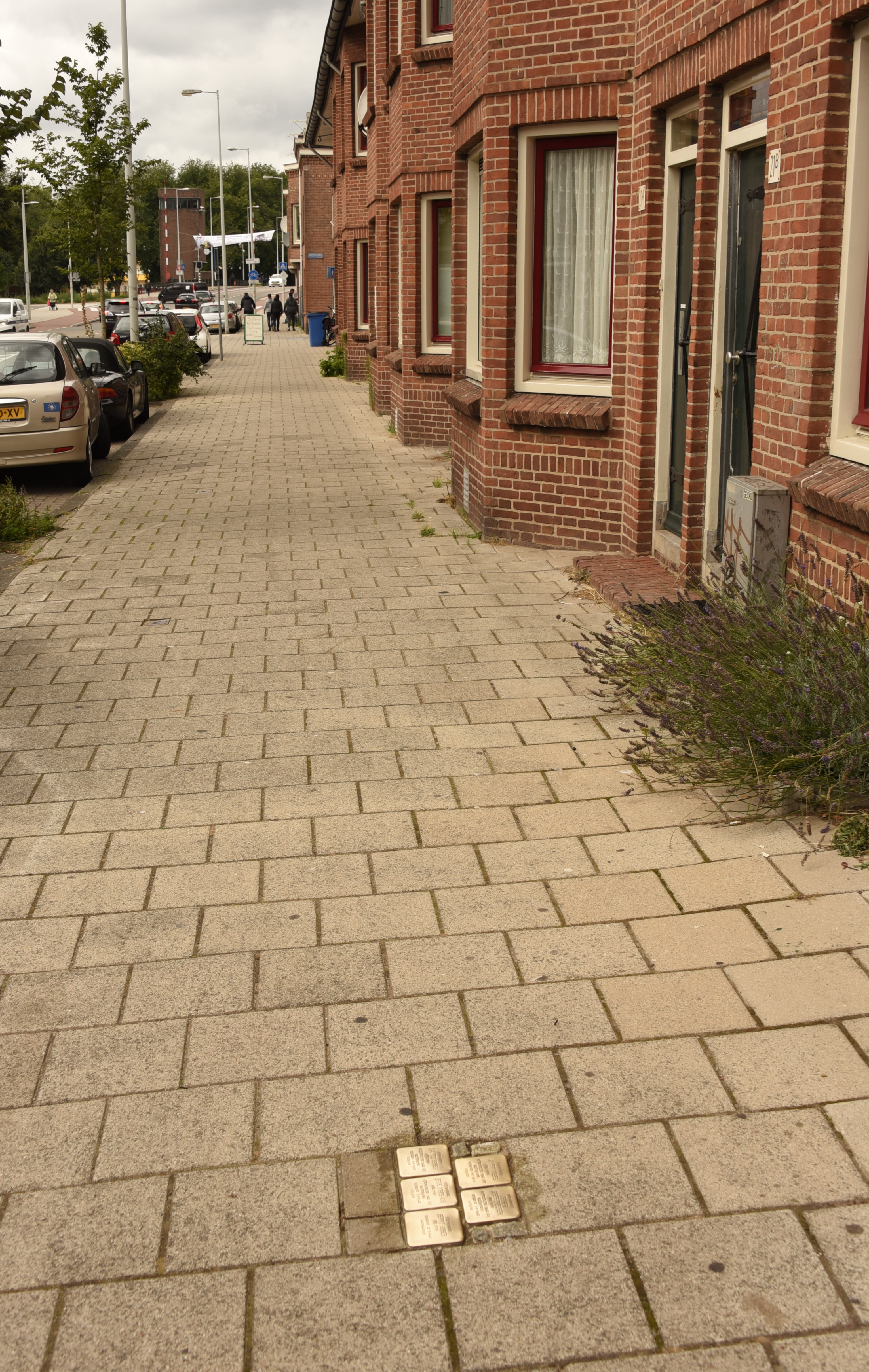
Stolpersteine für die Familie Gobes

Die Liste der Stolpersteine in Amsterdam-Noord  umfasst jene Stolpersteine, die vom deutschen Künstler Gunter Demnig im Stadtbezirk Amsterdam-Noord der Gemeinde Amsterdam verlegt wurden. Stolpersteine sind Opfern des Nationalsozialismus gewidmet, all jenen, die vom NS-Regime drangsaliert, deportiert, ermordet, in die Emigration oder in den Suizid getrieben wurden. Demnig verlegt für jedes Opfer einen eigenen Stein, im Regelfall vor dem letzten selbst gewählten Wohnsitz.

## Verlegte Stolpersteine
| Stolperstein | Übersetzung                                                                                         | Verlegort      | Name, Leben                               |
| ------------ | --------------------------------------------------------------------------------------------------- | -------------- | ----------------------------------------- |
|              | HIER WOHNTE MOSZEK JANKEL DIKSZTEJN GEB. 1885 ERMORDET 3-9-1943 AUSCHWITZ                           | Havikslaan 32  | Moszek Jankel Diksztejn (1885–1943)       |
|              | HIER WOHNTE GERRIT GOBES GEB. 1918 ERMORDET 27.7.1941 AUSCHWITZ                                     | Havikslaan 23B | Gerrit Gobes (1918–1941)                  |
|              | HIER WOHNTE JOSEPH GOBES GEB. 1885 DEPORTIERT 1943 AUS WESTERBORK ERMORDET 2.7.1943 SOBIBOR         | Havikslaan 23B | Joseph Gobes (1885–1943)                  |
|              | HIER WOHNTE MAURITS GOBES GEB. 1914 DEPORTIERT 1943 AUS WESTERBORK ERMORDET 2.7.1943 SOBIBOR        | Havikslaan 23B | Maurits Gobes (1914–1943)                 |
|              | HIER WOHNTE ESTHER GOBES-PRESSER GEB. 1886 DEPORTIERT 1943 AUS WESTERBORK ERMORDET 2.7.1943 SOBIBOR | Havikslaan 23B | Esther Gobes-Presser (1886–1943)          |
|              | HIER WOHNTE BETJE GOBES-VOS GEB. 1919 DEPORTIERT 1943 AUS WESTERBORK ERMORDET 2.7.1943 SOBIBOR      | Havikslaan 23B | Betje Gobes-Vos (1919–1943)               |
|              | HIER WOHNTE ESTHER GROENTEMAN- VAN SWEEDEN GEB. 1861 ERMORDET 5-2-1943 AUSCHWITZ                    | Havikslaan 33  | Esther Groenteman-van Sweeden (1861–1943) |
|              | HIER WOHNTE LOUIS KWIESER GEB. 1921 ERMORDET 31-3-1944 MIDDEN-EUROPA                                | Havikslaan 15  | Louis Kwiese (1921–1944)                  |
|              | HIER WOHNTE SIENTJE KWIESER-JESAIJES GEB. 1880 ERMORDET 23-4-1943 SOBIBOR                           | Havikslaan 15  | Sientje Kwieser-Jesaijes (1880–1943)      |
|              | HIER WOHNTE WILLY BENJAMIN LEUW GEB. 1934 ERMORDET 2-7-1943 SOBIBOR                                 | Havikslaan 9   | Willy Benjamin Leuw (1934–1943)           |

## Verlegedatum
- 17. Juni 2012